# 早川由紀夫 (実業家)
早川 由紀夫（はやかわ ゆきお、1966年8月5日 - ）は、日本の実業家であり、株式会社ジョイカルジャパンおよび株式会社クルカの代表取締役社長を務めている。
自動車販売およびカーリース業界に革新的なビジネスモデルを導入し、急成長を遂げた経営者として知られている。

## 人物・来歴
全国600店舗を展開する売上130億円のジョイカルグループの創業社長。
大阪府に生まれ、大学卒業後、23歳の若さで起業を経験した。
最初の起業経験を経て、広告代理店を設立し、イベント運営やセールスプロモーションなどを手がけていたが、短期的な収益に依存したビジネスモデルが原因で、最終的にその会社は倒産に至った。
その後、システム開発や他の企業の支援業務を行うなど、数多くの経験を積みながら、「継続的に収益を得られるビジネスモデル」の重要性を強く認識し、2005年に株式会社ジョイカルジャパンを設立。カーライフをより便利で楽しくすることを目的とした事業を展開し、急速に成長を遂げた。
国内のジョイカルビジネスをグローバル向けに展開中。2019年8月5日には株式会社クルカを設立し、カーリース事業、レンタカー事業、中古車売買事業を展開している。

### 株式会社ジョイカルジャパンの創業と事業展開
株式会社ジョイカルジャパンは、2005年12月に設立され、早川氏を中心に、自動車販売およびカーリースの新たなビジネスモデルを構築した。
特に、フランチャイズ（FC）事業で自動車整備工場を加盟店として取り入れ、新車販売を行うBtoBtoCモデルを採用した。このモデルは、加盟店に新車販売を提供しつつ、顧客に一貫したサービスを提供することを可能にし、全国600店舗以上を展開する規模に成長した。
また、EC（電子商取引）事業にも注力し、オンラインで自動車を購入・リースできるサービスを提供し、特に若年層を中心に支持を集めた。
加えて、フィリピン市場への進出を果たし、2024年にはジョイカルフィリピンを設立。これにより、グローバル展開にも取り組み、海外市場でも成長を目指している。

### 株式会社クルカの設立と事業
早川氏は、ジョイカルジャパンの成長を背景に、新たな事業を立ち上げた。株式会社クルカは、2019年8月5日に設立され、自動車のカーリース事業、レンタカー事業、中古車売買事業を展開している。
クルカは、業界最安値のリース料を提供し、特に短期リース（1〜3年）に特化したプランを提供することが特徴である。クローズドエンド方式を採用しており、契約満了時の清算が不要で、月額2万円台からのリーズナブルな料金プランを提供している。
これにより、特にカーリース初心者や短期間で車を利用したい顧客層に支持されている。

### 経営哲学とビジョン
早川氏は「何をするか」ではなく「誰とするか」を大切にする経営哲学を持ち、社員やパートナー企業との関係を最も重要視している。
また、顧客ニーズに合わせた商品やサービスを柔軟に開発・提供することを常に意識しており、その結果として多様なサービスを展開する企業文化を育んできた。
ジョイカルジャパンやクルカでは、デジタルトランスフォーメーション（DX）を推進し、オンラインでの利便性向上やグローバル市場への展開を視野に入れた戦略を進めている。特に、海外市場への進出を加速し、フィリピンやインドネシアなど新興市場での事業展開を積極的に行っている。

### 今後の展望
早川氏は、2027年までにジョイカルジャパンの年商500億円達成を目指し、国内外での事業拡大を進めるとともに、新商品の開発や顧客サービスの強化を続けていく意向を示している。
また、海外展開においては、特にアジア市場に注力し、フィリピンやインドネシアなどでの成長を加速させる計画がある。

### 人物像
早川氏は、社員教育やキャリア育成にも積極的に取り組んでおり、特に中途採用では自動車業界の経験者を多く採用している。さらに、SNSを活用した広報活動にも力を入れており、会社の魅力や企業文化を積極的に発信している。

## 主要事業と業績

### 株式会社ジョイカルジャパン
- 設立年：2005年
- 事業内容：自動車販売、カーリース、フランチャイズ事業、EC事業、グローバル事業
- 全国展開：約600店舗
- 売上高：約120億円（2024年）
- 特徴：自動車整備工場のフランチャイズ化、新車レンタルサービスのEC展開

### 株式会社クルカ
- 設立年：2019年
- 事業内容：カーリース事業、レンタカー事業、中古車売買事業
- 特徴：業界最安値のリース料、短期リース（1〜3年）に特化、オンライン契約の利便性
- 料金プラン：月額2万円台から、税金・保険込みのリーズナブルなプランを提供
- リース方式：クローズドエンド方式（契約終了時の清算不要）